# سامانه هشدار نهایی برخورد سیارک به زمین
سامانهٔ هشدار نهایی برخورد سیارک به زمین (انگلیسی: Asteroid Terrestrial-impact Last Alert System) یا (ATLAS-MLO)
که رصدخانهٔ زمینی اتلس و سامانهٔ هشدار نهایی نیز خوانده می‌شود یک سیستم بررسی نجومی رباتیک و هشدار اولیه است که برای شناسایی اجرام کوچکتر نزدیک به زمین، ظرف چند هفته تا چند روز پیش از برخورد آنها با زمین بهینه‌سازی شده‌است.

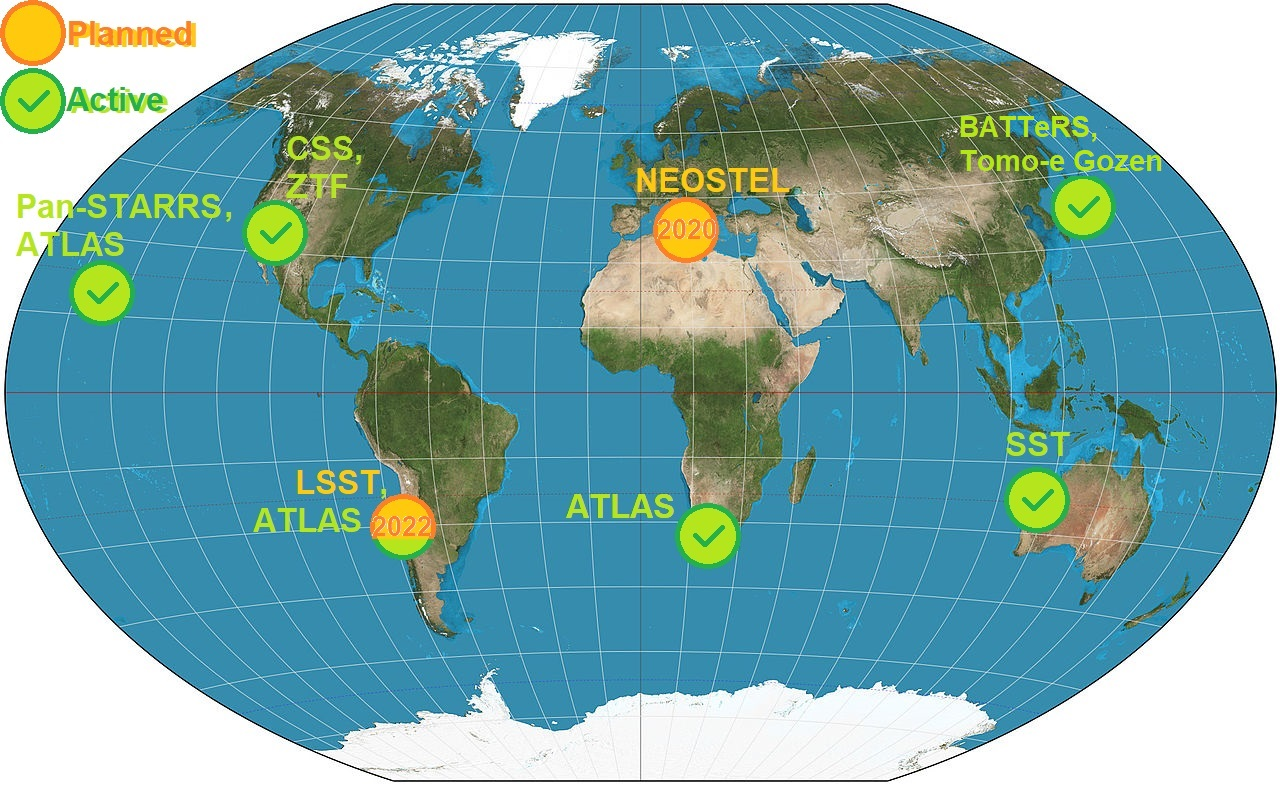
سایت های فعال و برنامه ریزی شده سامانهٔ هشدار نهایی برخورد سیارک به زمین

این سیستم را ناسا تأمین مالی کرده و توسط انستیتوی اخترشناسی دانشگاه هاوایی توسعه یافته و راه‌اندازی شده‌است و هم‌اکنون دارای چهار تلسکوپ ۰٫۵ متری است که دو تلسکوپ در فاصله ۱۶۰ کیلومتری جزایر هاوایی در رصدخانه هالیکالا (ATLAS-HKO، کد رصدخانه T05) قرار دارند. رصدخانه‌های لوا (ATLAS-MLO، کد رصدخانه T08)، یکی در رصدخانه ساترلند (رصدخانه کد M22) در آفریقای جنوبی، و یکی در رصدخانه ال ساس در شیلی (رصدخانه کد W68).
اتلس رصدخانه‌های خود را در سال ۲۰۱۵ با یک تلسکوپ در هالیکالا آغاز کرد و نسخه دو تلسکوپ آن در سال ۲۰۱۷ عملیاتی شد. این پروژه سپس بودجه ناسا را برای دو تلسکوپ اضافی در نیمکره جنوبی دریافت کرد که در اوایل سال ۲۰۲۲ عملیاتی شد.هر تلسکوپ یک چهارم کل آسمان قابل مشاهده را چهار بار در هر شب صاف بررسی می‌کند، و دو تلسکوپ جنوبی پوشش چهار لایهٔ آسمان قابل مشاهدهٔ اتلس را در آسمان دور جنوبی از هر دو شب صاف را شب به شب بهبود می‌بخشد و همچنین نقطه کور قبلی آن بخش را پر می‌کند.